# Epirrhoe brunnescens
Epirrhoe brunnescens là một loài bướm đêm trong họ Geometridae.